# Porina ahlesiana
Porina ahlesiana är en lavart som först beskrevs av Körb., och fick sitt nu gällande namn av Alexander Zahlbruckner. Porina ahlesiana ingår i släktet Porina och familjen Porinaceae.   Inga underarter finns listade i Catalogue of Life.